# Герцена
Герцена — посёлок в Дзержинском сельском поселении Лужского района Ленинградской области.

## История

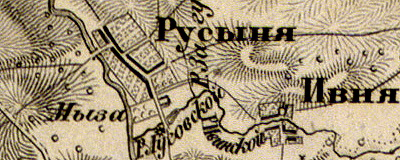

Согласно карте из «Исторического атласа Санкт-Петербургской Губернии» 1863 года на месте современного посёлка находилась мыза.
В XIX — начале XX века мыза административно относилась к Кологородской волости 2-го земского участка 2-го стана Лужского уезда Санкт-Петербургской губернии.

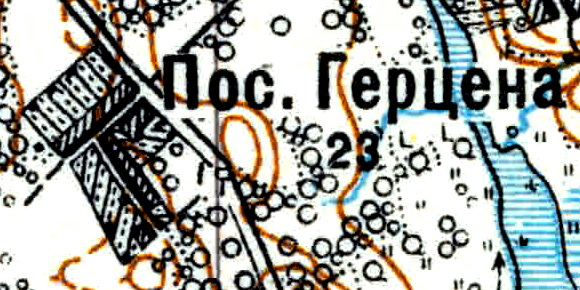
Посёлок Герцена на карте 1926 года

Согласно топографической карте 1926 года посёлок насчитывал 23 двора.
Посёлок Герцена учитывается областными административными данными с августа 1927 года.
С 1927 по 1928 год посёлок находился в составе Петровского сельсовета Лужского района.
С ноября 1928 года, в составе Новолокского сельсовета. В 1928 году население посёлка составляло 125 человек.
С июля 1930 года, в составе Торошковского сельсовета.
По данным 1933 года посёлок Герцена входил в состав Торошковского сельсовета.
C 1 августа 1941 года по 31 января 1944 года посёлок находился в оккупации.
В 1953 году население посёлка составляло 53 человека.
По данным 1966, 1973 и 1990 года посёлок Герцена также входил в состав Торошковского сельсовета>.
В 1997 году в посёлке Герцена Торошковской волости проживали 33 человека, в 2002 году — 38 человек (русские — 97 %).
В 2007 году в посёлке Герцена Дзержинского СП проживали 38 человек.

## География
Посёлок расположен в юго-восточной части района на автодороге 41К-142 (Луга — Медведь).
Расстояние до административного центра поселения — 17 км.
Расстояние до ближайшей железнодорожной станции Луга — 19 км.
Посёлок находится на левом берегу реки Луга.

## Демография
| 1928 | 1953 | 1997 | 2007 | 2010 | 2017 |
| ---- | ---- | ---- | ---- | ---- | ---- |
| 125  | ↘53  | ↘33  | ↗38  | ↗40  | ↗44  |

## Улицы
Дорожная, Лесной переулок, Новая, Проезжий переулок.

## Садоводства
Солнечная долина.